# 로맨스 (2007년 영화)
《로맨스》(프랑스어: Les Amours d'Astrée et de Céladon)는 프랑스 등에서 제작된 에리크 로메르 감독의 2007년 드라마, 멜로/로맨스 영화이다. 앙디 질레 등이 주연으로 출연하였다. 에릭 로메르의 마지막 장편 영화이다.

## 출연

### 주연
- 앙디 질레
- 스테파니 크라얭쿠르

### 조연
- 세실 카셀
- 베로니크 레몽
- 로제트
- 조슬랭 키브랭
- 로돌프 폴리
- 세르주 랭코
- 아르튀르 뒤퐁
- 알랭 리볼트
- 마리 리비에르

## 제작진
- 공동제작: 엔리케 곤살레스 마초
- 공동제작: 발레리오 데 파올리스